# Кантакузін Володимир Георгійович
Кантаку́зін Володи́мир Гео́ргійович (нар.7 липня 1872 — пом.16 липня 1937) — князь, представник шляхетного дворянського роду Кантакузіни, що походить від візантійського імператора Іоанна VI Кантакузіна, генерал-майор (з 1917), учасник російсько-японської та Першої світової воєн.

## Нагороди
- Орден Св Георгія 4-го ст.
- орден Св. Станіслава 2-го ст.
- орден Св. Станіслава 3-го ст.
- орден Св. Анни 3-го ст.
- Георгіївська зброя